# Terebra arcas
Terebra arcas är en snäckart som beskrevs av Abbott 1954. Terebra arcas ingår i släktet Terebra och familjen Terebridae. Inga underarter finns listade i Catalogue of Life.